# Franz Wirz (Mediziner)
Franz Gerhard Maria Wirz (* 10. April 1889 in Düsseldorf; † 29. Dezember 1969) war ein deutscher Dermatologe, Hochschullehrer und NS-Funktionär.

## Leben
Wirz absolvierte seit 1910 ein Medizinstudium an der Universität München, wo er 1916 zum Dr. med. promoviert wurde. Im selben Jahr erhielt er seine Approbation. Seit August 1914 stand Wirz im Heeresdienst. Einer seiner Kriegskameraden war der spätere Reichsärzteführer Gerhard Wagner. Nach dem Ersten Weltkrieg war er an der Dermatologischen Poliklinik der Universität München zunächst als Assistenzarzt tätig. Er habilitierte sich 1923 in München für das Fach Haut- und Geschlechtskrankheiten und wirkte dort anschließend als Privatdozent sowie ab 1927 als nichtbeamteter außerordentlicher Professor.
Im Zuge der Machtergreifung trat Wirz 1933 der NSDAP (Mitgliedsnummer 1.931.666) und der SA bei. Protegiert durch Gerhard Wagner engagierte Wirz sich daraufhin zunehmend für den Nationalsozialismus. Bereits 1933 gehörte er zu den Drahtziehern einer erfolgreichen Denunziationskampagne gegen seinen Vorgesetzten, den Münchener Dermatologen Leo von Zumbusch. Ab Juni 1934 übernahm Wirz hauptamtlich Funktionen für die Partei. Er wurde Reichshauptstellenleiter im Hauptamt für Volksgesundheit der NSDAP-Reichsleitung. In dieser Funktion war er für den Bereich Volksernährung zuständig. Des Weiteren gehörte er dem Sachverständigenbeirat für Volksgesundheit in der Reichsleitung der NSDAP an und wurde 1937 als Beauftragter für Erziehungsfragen Verbindungsmann zu Walther Darré, dem Reichsminister für Ernährung und Landwirtschaft.
Vor allem aber leitete Wirz seit 1934 als Geschäftsführer die Hochschulkommission der NSDAP beim Stellvertreter des Führers Rudolf Heß. In dieser Funktion beteiligte er sich an der „Reinigung des deutschen Hochschulwesens von jüdischem Einfluss“. Aus dieser Tätigkeit entwickelten sich heftige Machtkämpfe mit dem Reichserziehungsministerium, das schon bald nach Mitteln und Wegen suchte, um Wirz zu diskreditieren. Insbesondere wurde ihm seine frühere Ehe mit Isabella, geborene Thannhauser (1890–1980), vorgehalten, die nach den Nürnberger Rassegesetzen als Volljüdin galt. Wirz hatte die Ärztin Thannhauser, die 1933 nach Palästina emigrierte,
1917 geheiratet. 1927 wurde die Ehe, aus der die Tochter Liselotte (* 1920) hervorgegangen war, geschieden. Zwar bestritt Wirz unterstützt von Martin Bormann eine projüdische Einstellung und wies darauf hin, dass er den Reichsärzteführer Wagner bereits frühzeitig über seine Ehe mit einer Jüdin informiert habe. Dennoch verlor die Hochschulkommission seit 1935 unter dem Eindruck der gegen Wirz vorgebrachten Vorwürfe ihren anfänglichen Einfluss. Seit 1935/36 führte sie nur noch ein Schattendasein.
Wirz wurde 1939 zum beamteten ordentlichen Professor an die Universität München ernannt, jedoch für parteipolitische Funktionen umgehend vom Hochschulamt beurlaubt. Als Reichshauptstellenleiter im Hauptamt für Volksgesundheit befasste er sich schließlich mit nationalsozialistischer Ernährungsplanung und insbesondere mit der „Vollkornbrotfrage“, da er „das Vollkornbrot als Lösung für die Brotfrage ansah“. Er leitete ab 1939 den Reichsvollkornbrotausschuss, dem 45 Dienststellen angehörten.
Während des Zweiten Weltkrieges war er zudem stellvertretender Präsident der Deutschen Krankenhausgesellschaft und leitete die Beratungsstelle für das Krankenhauswesen beim Hauptamt für Volksgesundheit der NSDAP. Zudem war er Ernährungsbeauftragter der Reichsgesundheitsführung und Ernährungsberater bei der Behörde des Vierjahresplans. Er gehörte dem Beirat der Wissenschaftlichen Gesellschaft für Naturgemäße Lebens- und Heilweise sowie ab 1944 dem Wissenschaftlichen Beirat des Bevollmächtigten für das Gesundheitswesen Karl Brandt an.
Nach Kriegsende wurde Wirz von der Militärregierung entlassen. Von Dezember 1945 bis November 1947 befand er sich in alliierter Internierungshaft. 1948 wurde er im Entnazifizierungsverfahren in die Kategorie III („Minderbelasteter“) eingestuft. Später ließ er sich als Facharzt für Haut- und Geschlechtskrankheiten in München nieder.

## Schriften (Auswahl)
- Nationalsozialistische Gesundheitsführung und flüssiges Obst, Wacht-Verlag, Berlin 1938 (zusammen mit Erich Bruns)
- Gesunde und gesicherte Volksernährung: Die Bedeutung der Ernährungsreform im Rahmen der nationalsozialistischen Gesundheitsführung, Müllersche Verlh., Dresden 1938 (gehört zu LL-Schriftenreihe; H. 3)
- Nationalsozialistische Forderungen an die Volksernährung, Müllersche Verlh., Dresden 1939
- Vom Brot: Wissen und Erkenntnisse, Hippokrates-Verlag, Stuttgart 1940